# Vlastimil Bubník
Vlastimil Bubník (* 18. März 1931 in Kelč, Tschechoslowakei; † 6. Januar 2015 in Prag) war ein tschechoslowakischer Fußballspieler sowie Eishockeyspieler und -trainer.

## Leben
Bubník trug zwischen 1957 und 1960 insgesamt elfmal das Trikot der tschechoslowakischen Fußballnationalmannschaft. Dabei erzielte er insgesamt vier Treffer, einen davon gegen Frankreich im Spiel um Platz 3 bei der Fußball-Europameisterschaft 1960 in Frankreich, welches die ČSSR mit 2:0 für sich entschied.
Berühmt wurde er jedoch als Eishockeyspieler. Hier spielte er als Stürmer für den SK Královo Pole Brno (1949–53), Rudá hvězda Brno (1953–66) und TJ Vítkovice (1966–68). Dort wurde er elfmal Landesmeister und absolvierte 320 Spiele, in denen er 300 Tore erzielte. Anschließend wechselte er noch für drei Jahre nach Österreich zur VEU Feldkirch. Er spielte bei neun Weltmeisterschaften und vier Olympischen Spielen (1952–64). Hierbei holte Bubník bei den Weltmeisterschaften 1961 Silber und 1954 und 1963 Bronze. Olympisches Bronze gewann er bei den Olympischen Winterspielen in Innsbruck 1964.
Nach seinem Karriereende arbeitete Bubník als Eishockeytrainer bei Zetor Brno und dem HK Jesenice.